# Bedellia oplismeniella
Bedellia oplismeniella là một loài bướm đêm thuộc họ Bedelliidae. Nó là loài đặc hữu của Oahu và có thể là Molokai và Hawaii.
Ấu trùng ăn Oplismenus compositus và Panicum torridum. Chúng ăn lá nơi chúng làm tổ.